# Premierzy Rosji

## Imperium Rosyjskie(1905–1917)
- tymczasowo

| #                                                              | Imię i Nazwisko                                                | Portret                                                        | Kadencja                                                       | Kadencja                                                       | Partia polityczna                                              | Partia polityczna                                              | Rząd                                                           |
| #                                                              | Imię i Nazwisko                                                | Portret                                                        | Od                                                             | Do                                                             | Partia polityczna                                              | Partia polityczna                                              | Rząd                                                           |
| Przewodniczący Rady Ministrów Imperium Rosyjskiego (1905–1917) | Przewodniczący Rady Ministrów Imperium Rosyjskiego (1905–1917) | Przewodniczący Rady Ministrów Imperium Rosyjskiego (1905–1917) | Przewodniczący Rady Ministrów Imperium Rosyjskiego (1905–1917) | Przewodniczący Rady Ministrów Imperium Rosyjskiego (1905–1917) | Przewodniczący Rady Ministrów Imperium Rosyjskiego (1905–1917) | Przewodniczący Rady Ministrów Imperium Rosyjskiego (1905–1917) | Przewodniczący Rady Ministrów Imperium Rosyjskiego (1905–1917) |
| -------------------------------------------------------------- | -------------------------------------------------------------- | -------------------------------------------------------------- | -------------------------------------------------------------- | -------------------------------------------------------------- | -------------------------------------------------------------- | -------------------------------------------------------------- | -------------------------------------------------------------- |
| 1                                                              | Siergiej Witte (1849–1915)                                     |                                                                | 6 listopada 1905                                               | 5 maja 1906                                                    |                                                                | bezpartyjny                                                    | •                                                              |
| 2                                                              | Iwan Goriemykin (1839–1917)                                    |                                                                | 5 maja 1906                                                    | 21 lipca 1906                                                  | 1                                                              | bezpartyjny                                                    |                                                                |
| 3                                                              | Piotr Stołypin (1862–1911)                                     |                                                                | 21 lipca 1906                                                  | 18 września 1911†                                              | •                                                              | bezpartyjny                                                    |                                                                |
| –                                                              | Władimir Kokowcow (1853–1943)                                  |                                                                | 22 września 1911                                               | 12 lutego 1914                                                 | •                                                              | bezpartyjny                                                    |                                                                |
| 4                                                              | Władimir Kokowcow (1853–1943)                                  |                                                                | 22 września 1911                                               | 12 lutego 1914                                                 |                                                                | bezpartyjny                                                    | •                                                              |
| (2)                                                            | Iwan Goriemykin (1839–1917)                                    |                                                                | 12 lutego 1914                                                 | 2 lutego 1916                                                  | 2                                                              | bezpartyjny                                                    |                                                                |
| 5                                                              | Boris Stürmer (1848–1917)                                      |                                                                | 2 lutego 1916                                                  | 23 listopada 1916                                              | •                                                              | bezpartyjny                                                    |                                                                |
| 6                                                              | Aleksandr Triepow (1862–1928)                                  |                                                                | 23 listopada 1916                                              | 20 stycznia 1917                                               | •                                                              | bezpartyjny                                                    |                                                                |
| 7                                                              | Nikołaj Golicyn (1850-1925)                                    |                                                                | 20 stycznia 1917                                               | 12 marca 1917                                                  | •                                                              | bezpartyjny                                                    |                                                                |

## Rząd Tymczasowy(1917)
| #                                   | Imię i Nazwisko                     | Portret                             | Kadencja                            | Kadencja                            | Partia polityczna                   | Partia polityczna                   | Rząd                                |
| #                                   | Imię i Nazwisko                     | Portret                             | Od                                  | Do                                  | Partia polityczna                   | Partia polityczna                   | Rząd                                |
| Premierzy Rządu Tymczasowego (1917) | Premierzy Rządu Tymczasowego (1917) | Premierzy Rządu Tymczasowego (1917) | Premierzy Rządu Tymczasowego (1917) | Premierzy Rządu Tymczasowego (1917) | Premierzy Rządu Tymczasowego (1917) | Premierzy Rządu Tymczasowego (1917) | Premierzy Rządu Tymczasowego (1917) |
| ----------------------------------- | ----------------------------------- | ----------------------------------- | ----------------------------------- | ----------------------------------- | ----------------------------------- | ----------------------------------- | ----------------------------------- |
| 1                                   | Gieorgij Lwow (1861–1925)           |                                     | 15 marca 1917                       | 21 lipca 1917                       |                                     | KD                                  | •                                   |
| 2                                   | Aleksander Kiereński (1881–1970)    |                                     | 21 lipca 1917                       | 14 września 1917                    |                                     | SRs                                 | 1                                   |
| 2                                   | Aleksander Kiereński (1881–1970)    | 14 września 1917                    | 7 listopada 1917                    | 2                                   |                                     | SRs                                 |                                     |

## Państwo Rosyjskie (1918–1920)
Szefowie rządów państwa rosyjskiego w czasie wojny domowej rezydowali poza stolicą państwa rosyjskiego (Petersburg, Moskwa).
| #                                         | Imię i Nazwisko                           | Portret                                   | Kadencja                                  | Kadencja                                  | Partia polityczna                         | Partia polityczna                         | Rząd                                      |
| #                                         | Imię i Nazwisko                           | Portret                                   | Od                                        | Do                                        | Partia polityczna                         | Partia polityczna                         | Rząd                                      |
| Przewodniczący Rady Ministrów (1918-1920) | Przewodniczący Rady Ministrów (1918-1920) | Przewodniczący Rady Ministrów (1918-1920) | Przewodniczący Rady Ministrów (1918-1920) | Przewodniczący Rady Ministrów (1918-1920) | Przewodniczący Rady Ministrów (1918-1920) | Przewodniczący Rady Ministrów (1918-1920) | Przewodniczący Rady Ministrów (1918-1920) |
| ----------------------------------------- | ----------------------------------------- | ----------------------------------------- | ----------------------------------------- | ----------------------------------------- | ----------------------------------------- | ----------------------------------------- | ----------------------------------------- |
| 1                                         | Piotr Wołogodski (1863–1925)              |                                           | 4 listopada 1918                          | 18 listopada 1918                         |                                           | SRs                                       | 1                                         |
| 1                                         | Piotr Wołogodski (1863–1925)              | 18 listopada 1918                         | 21 listopada 1919                         | 2                                         |                                           | SRs                                       |                                           |
| 2                                         | Wiktor Piepielajew (1884–1920)            |                                           | 22 listopada 1919                         | 2                                         | 5 stycznia 1920                           |                                           | bezpartyjny                               |

## Rosyjska Federacyjna Socjalistyczna Republika Radziecka(1917–1991)
- tymczasowo

| #                                                  | Imię i Nazwisko                                    | Portret                                            | Kadencja                                           | Kadencja                                           | Partia polityczna                                  | Partia polityczna                                  | Rząd                                               |
| #                                                  | Imię i Nazwisko                                    | Portret                                            | Od                                                 | Do                                                 | Partia polityczna                                  | Partia polityczna                                  | Rząd                                               |
| Przewodniczący Rady Komisarzy Ludowych (1917–1946) | Przewodniczący Rady Komisarzy Ludowych (1917–1946) | Przewodniczący Rady Komisarzy Ludowych (1917–1946) | Przewodniczący Rady Komisarzy Ludowych (1917–1946) | Przewodniczący Rady Komisarzy Ludowych (1917–1946) | Przewodniczący Rady Komisarzy Ludowych (1917–1946) | Przewodniczący Rady Komisarzy Ludowych (1917–1946) | Przewodniczący Rady Komisarzy Ludowych (1917–1946) |
| -------------------------------------------------- | -------------------------------------------------- | -------------------------------------------------- | -------------------------------------------------- | -------------------------------------------------- | -------------------------------------------------- | -------------------------------------------------- | -------------------------------------------------- |
| 1                                                  | Włodzimierz Lenin (1870–1924)                      |                                                    | 8 listopada 1917                                   | 21 stycznia 1924†                                  |                                                    | RKP(b)                                             | •                                                  |
| 2                                                  | Aleksiej Rykow (1881–1938)                         |                                                    | 2 lutego 1924                                      | 18 maja 1929                                       | WKP(b)                                             | •                                                  |                                                    |
| 3                                                  | Siergiej Syrcow (1893–1937)                        |                                                    | 18 maja 1929                                       | 3 listopada 1930                                   | WKP(b)                                             | •                                                  |                                                    |
| 4                                                  | Daniił Sulimow (1890–1937)                         |                                                    | 3 listopada 1930                                   | 22 lipca 1937                                      | WKP(b)                                             | •                                                  |                                                    |
| 5                                                  | Nikołaj Bułganin (1895–1975)                       |                                                    | 22 lipca 1937                                      | 19 lipca 1938                                      | WKP(b)                                             | 1                                                  |                                                    |
| 5                                                  | Nikołaj Bułganin (1895–1975)                       | 20 lipca 1938                                      | 17 września 1938                                   | 2                                                  | WKP(b)                                             |                                                    |                                                    |
| 6                                                  | Wasilij Wachruszew (1902–1947)                     |                                                    | 17 września 1938                                   | 2 czerwca 1940                                     | WKP(b)                                             | •                                                  |                                                    |
| 7                                                  | Iwan Chochłow (1895–1973)                          |                                                    | 2 czerwca 1940                                     | 23 czerwca 1943                                    | WKP(b)                                             | •                                                  |                                                    |
| –                                                  | Konstantin Pamfiłow (1901–1943)                    |                                                    | 5 maja 1942                                        | 2 maja 1943†                                       | WKP(b)                                             | •                                                  |                                                    |
| 8                                                  | Aleksiej Kosygin (1904–1980)                       |                                                    | 23 czerwca 1943                                    | 23 marca 1946                                      | WKP(b)                                             | •                                                  |                                                    |
| Przewodniczący Rady Ministrów (1946–1991)          |                                                    |                                                    |                                                    |                                                    |                                                    |                                                    |                                                    |
| 9                                                  | Michaił Rodionow (1907–1950)                       |                                                    | 23 marca 1946                                      | 26 czerwca 1947                                    |                                                    | WKP(b)                                             | 1                                                  |
| 9                                                  | Michaił Rodionow (1907–1950)                       | 26 czerwca 1947                                    | 9 marca 1949                                       | 2                                                  |                                                    | WKP(b)                                             |                                                    |
| 10                                                 | Boris Czernousow (1908–1978)                       |                                                    | 9 marca 1949                                       | 17 kwietnia 1951                                   | 1                                                  | WKP(b)                                             |                                                    |
| 10                                                 | Boris Czernousow (1908–1978)                       | 17 kwietnia 1952                                   | 20 października 1952                               | 2                                                  |                                                    | WKP(b)                                             |                                                    |
| 11                                                 | Aleksander Puzanow (1906–1998)                     |                                                    | 20 października 1952                               | 26 marca 1955                                      | KPZR                                               | 1                                                  |                                                    |
| 11                                                 | Aleksander Puzanow (1906–1998)                     | 26 marca 1955                                      | 24 stycznia 1956                                   | 2                                                  | KPZR                                               |                                                    |                                                    |
| 12                                                 | Michaił Jasnow (1906–1991)                         |                                                    | 24 stycznia 1956                                   | 19 grudnia 1957                                    | KPZR                                               | •                                                  |                                                    |
| 13                                                 | Froł Kozłow (1908–1965)                            |                                                    | 19 grudnia 1957                                    | 31 marca 1958                                      | KPZR                                               | •                                                  |                                                    |
| 14                                                 | Dmitrij Polianskij (1917–2001)                     |                                                    | 31 marca 1958                                      | 16 kwietnia 1959                                   | KPZR                                               | 1                                                  |                                                    |
| 14                                                 | Dmitrij Polianskij (1917–2001)                     | 16 kwietnia 1959                                   | 23 listopada 1962                                  | 2                                                  | KPZR                                               |                                                    |                                                    |
| 15                                                 | Giennadij Woronow (1910–1994)                      |                                                    | 23 listopada 1962                                  | 5 kwietnia 1963                                    | KPZR                                               | 1                                                  |                                                    |
| 15                                                 | Giennadij Woronow (1910–1994)                      | 5 kwietnia 1963                                    | 12 kwietnia 1967                                   | 2                                                  | KPZR                                               |                                                    |                                                    |
| 15                                                 | Giennadij Woronow (1910–1994)                      | 12 kwietnia 1967                                   | 23 lipca 1971                                      | 3                                                  | KPZR                                               |                                                    |                                                    |
| 16                                                 | Michaił Sołomiencew (1913–2008)                    |                                                    | 28 lipca 1971                                      | 15 lipca 1975                                      | KPZR                                               | 1                                                  |                                                    |
| 16                                                 | Michaił Sołomiencew (1913–2008)                    | 15 lipca 1975                                      | 26 marca 1980                                      | 2                                                  | KPZR                                               |                                                    |                                                    |
| 16                                                 | Michaił Sołomiencew (1913–2008)                    | 26 marca 1980                                      | 24 czerwca 1983                                    | 3                                                  | KPZR                                               |                                                    |                                                    |
| 17                                                 | Witalij Worotnikow (1926–2012)                     |                                                    | 24 czerwca 1983                                    | 26 marca 1985                                      | KPZR                                               | 1                                                  |                                                    |
| 17                                                 | Witalij Worotnikow (1926–2012)                     | 26 marca 1985                                      | 3 października 1988                                | 2                                                  | KPZR                                               |                                                    |                                                    |
| 18                                                 | Aleksandr Własow (1932–2002)                       |                                                    | 3 października 1988                                | 15 czerwca 1990                                    | KPZR                                               | •                                                  |                                                    |
| 19                                                 | Iwan Siłajew (1930–2023)                           |                                                    | 15 czerwca 1990                                    | 10 lipca 1991                                      | KPZR                                               | 1                                                  |                                                    |
| 19                                                 | Iwan Siłajew (1930–2023)                           | 12 lipca 1991                                      | 26 września 1991                                   | 2                                                  | KPZR                                               |                                                    |                                                    |
| –                                                  | Oleg Łobow (1937–2018)                             |                                                    | 26 września 1991                                   | 2                                                  | 6 listopada 1991                                   | KPZR                                               |                                                    |
| Prezydent Federacji i Szef rządu (1991)            |                                                    |                                                    |                                                    |                                                    |                                                    |                                                    |                                                    |
| –                                                  | Boris Jelcyn (1931–2007)                           |                                                    | 6 listopada 1991                                   | 25 grudnia 1991                                    |                                                    | bezpartyjny                                        | •                                                  |

## Federacja Rosyjska(od 1991)
- tymczasowo

| #                                                                               | Imię i Nazwisko                                                                 | Portret                                                                         | Kadencja                                                                        | Kadencja                                                                        | Partia polityczna                                                               | Partia polityczna                                                               | Rząd                                                                            |
| #                                                                               | Imię i Nazwisko                                                                 | Portret                                                                         | Od                                                                              | Do                                                                              | Partia polityczna                                                               | Partia polityczna                                                               | Rząd                                                                            |
| Szef Rządu Federacji Rosyjskiej jako Prezydent Federacji Rosyjskiej (1991–1992) | Szef Rządu Federacji Rosyjskiej jako Prezydent Federacji Rosyjskiej (1991–1992) | Szef Rządu Federacji Rosyjskiej jako Prezydent Federacji Rosyjskiej (1991–1992) | Szef Rządu Federacji Rosyjskiej jako Prezydent Federacji Rosyjskiej (1991–1992) | Szef Rządu Federacji Rosyjskiej jako Prezydent Federacji Rosyjskiej (1991–1992) | Szef Rządu Federacji Rosyjskiej jako Prezydent Federacji Rosyjskiej (1991–1992) | Szef Rządu Federacji Rosyjskiej jako Prezydent Federacji Rosyjskiej (1991–1992) | Szef Rządu Federacji Rosyjskiej jako Prezydent Federacji Rosyjskiej (1991–1992) |
| ------------------------------------------------------------------------------- | ------------------------------------------------------------------------------- | ------------------------------------------------------------------------------- | ------------------------------------------------------------------------------- | ------------------------------------------------------------------------------- | ------------------------------------------------------------------------------- | ------------------------------------------------------------------------------- | ------------------------------------------------------------------------------- |
| –                                                                               | Boris Jelcyn (1931–2007)                                                        |                                                                                 | 25 grudnia 1991                                                                 | 15 czerwca 1992                                                                 |                                                                                 | bezpartyjny                                                                     | •                                                                               |
| –                                                                               | Jegor Gajdar (1956–2009)                                                        |                                                                                 | 15 czerwca 1992                                                                 | 14 grudnia 1992                                                                 | bezpartyjny                                                                     |                                                                                 | •                                                                               |
| Przewodniczący Rządu Federacji Rosyjskiej (1992–obecnie)                        |                                                                                 |                                                                                 |                                                                                 |                                                                                 |                                                                                 |                                                                                 |                                                                                 |
| 1                                                                               | Wiktor Czernomyrdin (1938–2010)                                                 |                                                                                 | 14 grudnia 1992                                                                 | 9 sierpnia 1996                                                                 |                                                                                 | Nasz Dom – Rosja                                                                | 1                                                                               |
| 1                                                                               | Wiktor Czernomyrdin (1938–2010)                                                 | 10 sierpnia 1996                                                                | 23 marca 1998                                                                   | 2                                                                               |                                                                                 | Nasz Dom – Rosja                                                                |                                                                                 |
| –                                                                               | Siergiej Kirijenko (ur. 1962)                                                   |                                                                                 | 23 marca 1998                                                                   | 2                                                                               | 24 kwietnia 1998                                                                |                                                                                 | bezpartyjny                                                                     |
| 2                                                                               | Siergiej Kirijenko (ur. 1962)                                                   |                                                                                 | 24 kwietnia 1998                                                                | 23 sierpnia 1998                                                                | bezpartyjny                                                                     | •                                                                               |                                                                                 |
| –                                                                               | Wiktor Czernomyrdin (1938–2010)                                                 |                                                                                 | 23 sierpnia 1998                                                                | 11 września 1998                                                                |                                                                                 | •                                                                               | Nasz Dom – Rosja                                                                |
| 3                                                                               | Jewgienij Primakow (1929–2015)                                                  |                                                                                 | 11 września 1998                                                                | 12 maja 1999                                                                    |                                                                                 | Ojczyzna – Cała Rosja                                                           | •                                                                               |
| –                                                                               | Siergiej Stiepaszyn (ur. 1952)                                                  |                                                                                 | 12 maja 1999                                                                    | 19 maja 1999                                                                    |                                                                                 | bezpartyjny                                                                     | •                                                                               |
| 4                                                                               | Siergiej Stiepaszyn (ur. 1952)                                                  |                                                                                 | 19 maja 1999                                                                    | 9 sierpnia 1999                                                                 | bezpartyjny                                                                     | •                                                                               |                                                                                 |
| –                                                                               | Władimir Putin (ur. 1952)                                                       |                                                                                 | 9 sierpnia 1999                                                                 | 16 sierpnia 1999                                                                | bezpartyjny                                                                     | •                                                                               |                                                                                 |
| 5                                                                               | Władimir Putin (ur. 1952)                                                       |                                                                                 | 16 sierpnia 1999                                                                | 7 maja 2000                                                                     |                                                                                 | Jedność                                                                         | 1                                                                               |
| –                                                                               | Michaił Kasjanow (ur. 1957)                                                     |                                                                                 | 7 maja 2000                                                                     | 17 maja 2000                                                                    |                                                                                 | bezpartyjny                                                                     | 1                                                                               |
| 6                                                                               | Michaił Kasjanow (ur. 1957)                                                     |                                                                                 | 17 maja 2000                                                                    | 24 lutego 2004                                                                  | bezpartyjny                                                                     | •                                                                               |                                                                                 |
| –                                                                               | Wiktor Christienko (ur. 1957)                                                   |                                                                                 | 24 lutego 2004                                                                  | 5 marca 2004                                                                    | bezpartyjny                                                                     | •                                                                               |                                                                                 |
| 7                                                                               | Michaił Fradkow (ur. 1950)                                                      |                                                                                 | 5 marca 2004                                                                    | 7 maja 2004                                                                     | bezpartyjny                                                                     | 1                                                                               |                                                                                 |
| 7                                                                               | Michaił Fradkow (ur. 1950)                                                      | 12 maja 2004                                                                    | 14 września 2007                                                                | 2                                                                               | bezpartyjny                                                                     |                                                                                 |                                                                                 |
| 8                                                                               | Wiktor Zubkow (ur. 1941)                                                        |                                                                                 | 14 września 2007                                                                | 7 maja 2008                                                                     |                                                                                 | JR                                                                              | •                                                                               |
| (5)                                                                             | Władimir Putin (ur. 1952)                                                       |                                                                                 | 8 maja 2008                                                                     | 7 maja 2012                                                                     | 2                                                                               | JR                                                                              |                                                                                 |
| –                                                                               | Wiktor Zubkow (ur. 1941)                                                        |                                                                                 | 7 maja 2012                                                                     | 8 maja 2012                                                                     | 2                                                                               | JR                                                                              |                                                                                 |
| 9                                                                               | Dmitrij Miedwiediew (ur. 1965)                                                  |                                                                                 | 8 maja 2012                                                                     | 7 maja 2018                                                                     | JR                                                                              | 1                                                                               |                                                                                 |
| 9                                                                               | Dmitrij Miedwiediew (ur. 1965)                                                  | 8 maja 2018                                                                     | 15 stycznia 2020                                                                | 2                                                                               | JR                                                                              |                                                                                 |                                                                                 |
| 10                                                                              | Michaił Miszustin (ur. 1966)                                                    |                                                                                 | 16 stycznia 2020                                                                | nadal                                                                           |                                                                                 | bezpartyjny                                                                     | •                                                                               |
| –                                                                               | Andriej Biełousow (ur. 1959)                                                    |                                                                                 | 30 kwietnia 2020                                                                | 19 maja 2020                                                                    | bezpartyjny                                                                     |                                                                                 | •                                                                               |